# Glenwood Springs
La ville de Glenwood Springs est le siège du comté de Garfield, situé dans le Colorado, aux États-Unis. Elle se trouve à la confluence de la rivière Fork Roaring et du fleuve Colorado.
Glenwood Springs est connue comme destination de vacances, pour ses équipements touristiques et ses sources d'eau chaude. En 2015, Glenwood Springs a été primée à la fois comme la plus dynamique petite ville des États-Unis pour les Arts et l'Environnement par SMU (Southern Methodist University), et le 5e meilleur endroit pour vivre en Amérique par le magazine Outside. Elle a également été désignée comme la plus divertissante cité américaine (Most Fun Town) par Rand McNally (société américaine de technologie et d'édition) et le quotidien USA Today en 2011.
Selon le recensement de 2010, Glenwood Springs compte 9 614 habitants. La municipalité s'étend sur 5,69 milles carrés (14,74 km2).

## Histoire
Glenwood Springs a été créée en 1883 par Isaac Cooper sous le nom de Defiance, en raison de la défiance de ses habitants vis-à-vis des amérindiens. C'était alors un camp de tentes, de saloons et de maisons closes. L'épouse du fondateur de la ville, Sarah, eut un peu de mal à s'adapter à la rude vie de la « frontière » et fit changer le nom de la ville en Glenwood Springs, Colorado, en souvenir de sa ville natale de Glenwood (Iowa) et en raison de la présence de sources (springs en anglais) de la région.
Bien située, desservie par le chemin de fer, la ville devint rapidement un centre de commerce régional. Elle eut des visiteurs célèbres, comme le président Teddy Roosevelt, qui a passé des vacances d'été dans l'historique Hôtel Colorado. Doc Holliday, une légende de l'ouest sauvage, a passé les derniers mois de sa vie à Glenwood Springs et est enterré dans le Cimetière Pionnier d'origine de la ville. L'infâme tueur en série Ted Bundy a été emprisonné à Glenwood Springs jusqu'à ce qu'il s'évade dans la nuit du 30 décembre 1977.
Glenwood Springs a été l'une des premières villes électrifiées des États-Unis à l'Ouest du Mississippi. L'éclairage d'origine a été installé en 1897 à l'intérieur des grottes de fées à Iron Mountain. Plus tard, un barrage a été construit pour la centrale hydroélectrique de Shoshone, qui a commencé à produire en 1909.

## Géographie

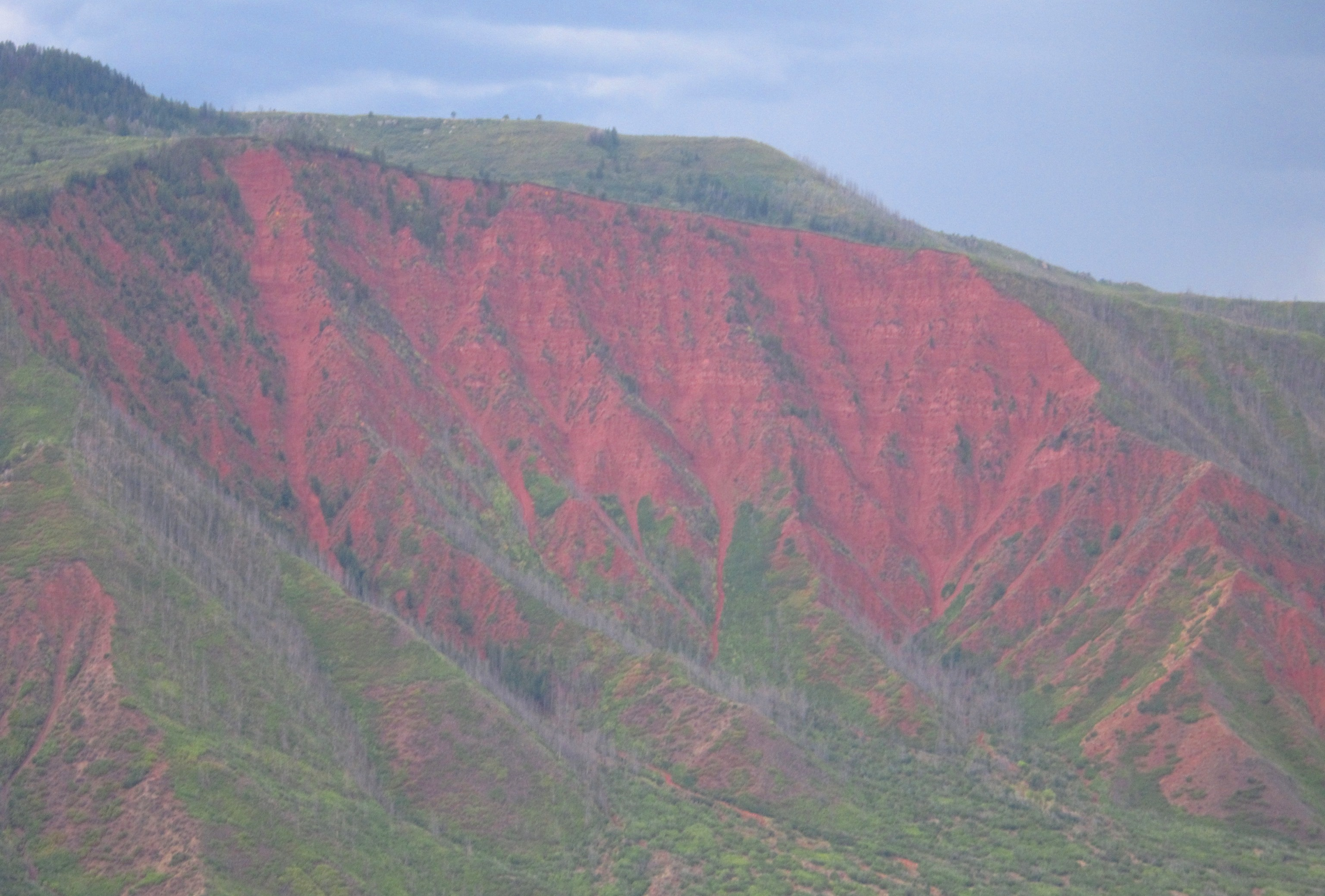
Les falaises de grès rouge dominant Glenwood Springs

Glenwood Springs remonte le long des étroites vallées de la confluence entre la rivière Fork Roaring et le fleuve Colorado. De nombreuses grottes l'environnent. Les Fairy Caves sont aujourd'hui intégrées dans un parc d'attractions par lequel on accède aux stalagmites, stalactites et formations cristallines souterraines, à des cavités exceptionnelles telles The Barn, de la hauteur d'un bâtiment de cinq étages, et King's Row, une salle souterraine immense.
De vastes ressources géothermiques existent dans la région, dont les sources chaudes minérales Glenwood Hot Springs, les grottes de vapeur Yampah Spa & Vapor Caves, un « joyau naturel pratiquement unique au monde » selon l'office de tourisme de la ville.
La région de Glenwood Springs est une zone de fragilité environnementale en raison des glissements de terrain importants tout au long de son histoire, une menace quelque peu atténuée par les travaux publics.
Glenwood Springs bénéficie d'apports fiscaux liés aux gisements minéraux en amont de Crystal River et de Roaring Fork, ainsi qu'aux ressources pétrolières dans l'ouest du comté de Garfield.

## Démographie
| 1890 | 1900  | 1910  | 1920  | 1930  | 1940  |
| ---- | ----- | ----- | ----- | ----- | ----- |
| 920  | 1 350 | 2 019 | 2 073 | 1 825 | 2 253 |

| 1950  | 1960  | 1970  | 1980  | 1990  | 2000  |
| ----- | ----- | ----- | ----- | ----- | ----- |
| 2 412 | 3 637 | 4 106 | 4 637 | 6 561 | 7 736 |

| 2010  | - | - | - | - | - |
| ----- | - | - | - | - | - |
| 9 614 | - | - | - | - | - |

## Sources
- (en) Cet article est partiellement ou en totalité issu de l’article de Wikipédia en anglais intitulé « Glenwood Springs, Colorado » (voir la liste des auteurs).

1. 1 2  (en) Bureau du recensement des États-Unis, « Population, Housing Units, Area, and Density: 2010 - State -- Place and (in selected states) County Subdivision 2010 Census Summary File 1 », sur factfinder.census.gov (consulté le 8 juin 2017).
2. 1 2  (en) John Frank Dawson, Place names in Colorado: why 700 communities were so named, 150 of Spanish or Indian origin, Denver, The J. Frank Dawson Publishing Co., 1954 (lire en ligne), p. 24.
3. ↑  (en) « Statistiques des États-Unis - Colorado - Profils des communautés de 2010 » (consulté en mai 2021)